# Août 1993

## Événements
- 7 août : Isabelle Léger sort avec Sylvain Jean dans le Vieux Montréal.
- 9 août : Albert II de Belgique prête serment.
- 15 août (Formule 1) : Grand Prix automobile de Hongrie.
- 18 août : modification en Suisse de l'ordonnance du 4 juillet 1984 réglementant les preuves documentaires de l'origine des marchandises en matière de commerce extérieur.
- 29 août (Formule 1) : Grand Prix automobile de Belgique.

## Naissances
- 2 août : Karin Maruyama, chanteuse et idole japonaise († 22 mai 2015).
- 4 août : Hajiba Enhari, taekwondoïste marocaine.
- 5 août : Louis Delort chanteur du groupe The Sheperds.
- 8 août : Emilie Mehl, femme politique norvégienne, ministre.
- 11 août : Alyson Stoner, actrice américaine.
- 14 août : Mister V, vidéaste, humoriste et rappeur français
- 16 août : Cameron Monaghan, acteur américain.
- 22 août : 
  - Rayvanny, Musicien Tanzanien.
  - Laura Dahlmeier, biatlète allemande († 28 juillet 2025).
- 29 août : Liam Payne membre des One Direction († 16 octobre 2024).
- 31 août : Yannis Morin, basketteur français.

## Décès
- 1er août : Alfred Manessier, peintre français (° 5 décembre 1911).
- 2 août : Guido Del Mestri, cardinal italien, pro-nonce apostolique au Kenya (en), puis délégué apostolique au Mexique (en), pro-nonce apostolique au Canada, et enfin nonce apostolique en Allemagne (° 13 janvier 1911).
- 4 août : Kenny Drew, pianiste de jazz américain (° 28 août 1928).
- 8 août : Harry Bellaver, acteur américain (° 12 février 1905).
- 10 août : Øystein Aarseth, musicien norvégien et leader du groupe Mayhem (° 22 mars 1968).
- 16 août : Stewart Granger, acteur américain (° 6 mai 1913).
- 17 août : Pierre Desgraupes, journaliste et dirigeant d'une chaîne de télévision français (° 18 décembre 1918).
- 30 août : Richard Jordan, acteur américain décédé d'une tumeur au cerveau, Il était le mari de Marcia Cross, connue pour son rôle dans desperate housewives ou melrose place.